# Prix de Bourgogne - Amérique Races Qualif 5

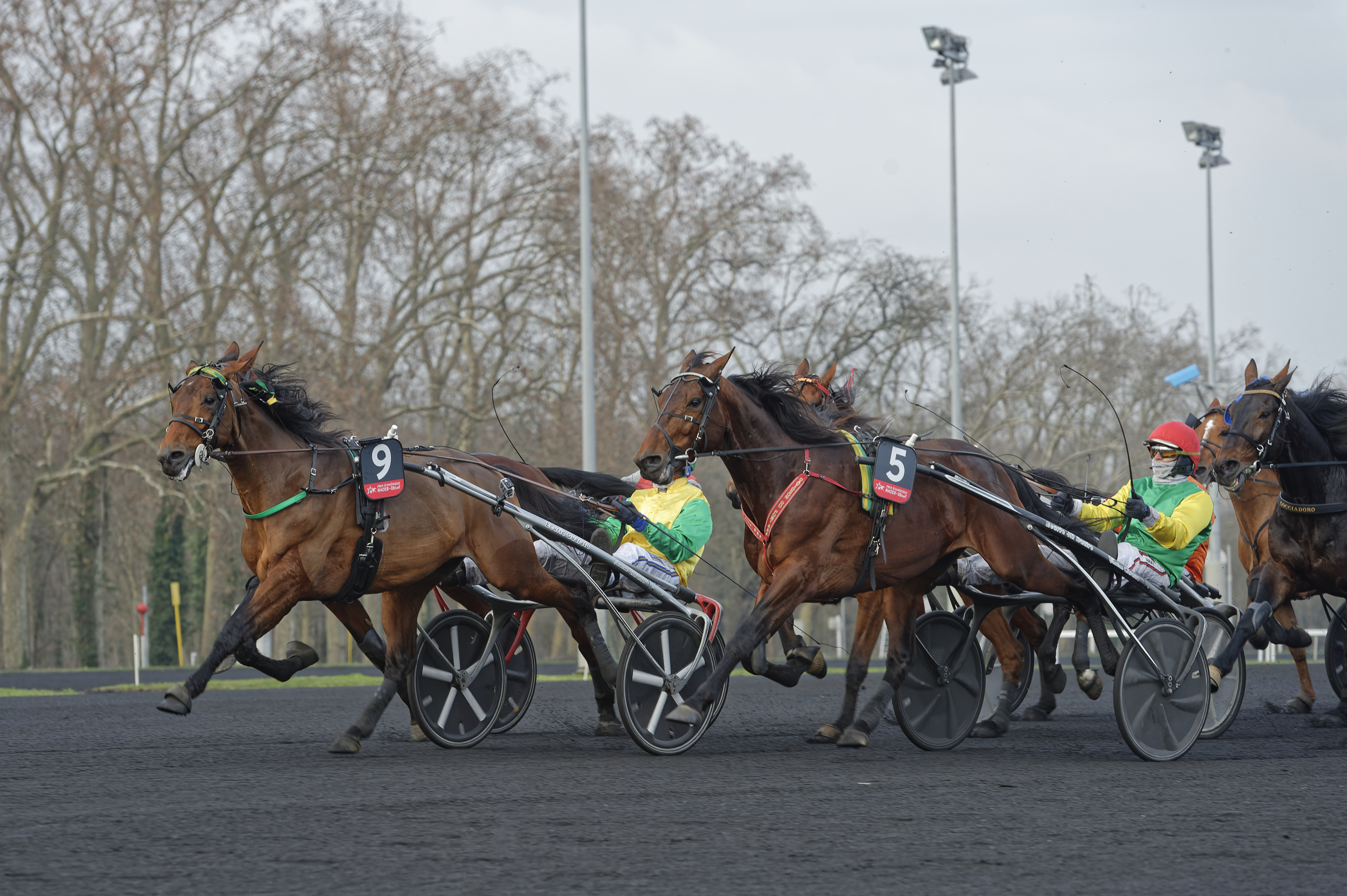
Victoire de Face Time Bourbon dans la Qualif #5 Prix de Bourgogne 2021.

Le Prix de Bourgogne - Amérique Races Qualif 5, Prix de Bourgogne avant 2017, Grand Prix de Bourgogne de 2017 à 2019, est une course hippique de trot attelé se déroulant fin décembre - début janvier sur l'hippodrome de Vincennes.
C'est une course de Groupe II internationale, réservée aux chevaux de 4 à 10 ans (4 à 11 ans si la course a lieu en janvier), hongres exclus, ayant gagné au moins 130 000 €.
Elle se court sur la distance de 2 100 mètres, départ à l'autostart. L'allocation s'élève à 120 000 €, dont 54 000 € pour le vainqueur.
Elle est la troisième  des quatre « B », c’est-à-dire des quatre courses préparatoires et qualificatives donnant aux trois premiers de chacune de ces épreuves une qualification automatique au Prix d'Amérique Legend Race : Prix de Bretagne - Amérique Races Qualif 1, Prix du Bourbonnais - Amérique Races Qualif 2, Prix de Bourgogne - Amérique Races Qualif 5 et Prix de Belgique - Amérique Races Qualif 6. 
Ces quatre épreuves permettent également aux trois premiers d'être automatiquement qualifiés pour le Prix de France Speed Race et le Prix de Paris Marathon Race.
Le Prix de Bourgogne - Qualif 5 est la plus courte de ces courses et peut à ce titre être également considérée comme préparatoire au Prix de France Speed Race, dont la distance identique est plus familière aux compétiteurs étrangers.
Autres épreuves qualificatives au Prix d'Amérique Legend Race, ainsi qu'au Prix de France Speed Race et au Prix de Paris Marathon Race, mais avec qualification directe uniquement pour le vainqueur : le Critérium continental - Amérique Races Qualif 3, groupe I réservé aux trotteurs de 4 ans, et la Prix Ténor de Baune - Amérique Races Qualif 4, groupe I réservé aux trotteurs de 5 ans.
Depuis 2021, cette course fait partie des « Amérique Races », neuf rencontres composées de six épreuves qualificatives (Prix de Bretagne - Qualif 1, Prix du Bourbonnais - Qualif 2, Critérium continental - Qualif 3, Prix Ténor de Baune Qualif 4, Prix de Bourgogne Qualif 5 et Prix de Belgique Qualif 6) puis de trois courses au sommet : la « Legend Race », la « Speed Race » et la « Marathon Race ».
Un fait exceptionnel anima la fin de l'épreuve de l'édition 1963. Dans la ligne d'arrivée, Hans Sasse allait vers la victoire au sulky d'Ofanto lorsque le cheval Normandie qui s'était débarrassé de son driver, Roger Vercruysse, venait le gêner. Après avoir essayé vainement de l'écarter par sa cravache, il dut le prendre par la bride pour le maintenir à ses côtés tout en conservant la maitrise de son propre cheval pour le mener à la victoire.

## Palmarès depuis 1958
Compte tenu de la particularité de l'épreuve (elle se déroule certaines années en décembre, certaines en janvier) et par mesure de simplification, le millésime retenu est celui du mois de janvier du Prix d'Amérique suivant l'épreuve, comme convenu généralement dans les palmarès publiés. Avant 1978, elle se déroulait toujours en janvier.
| Année | Vainqueur          | Pays       | Père              | Driver                | Entraîneur          | Distance | Deuxième                   | Troisième          | Réd.km  |
| ----- | ------------------ | ---------- | ----------------- | --------------------- | ------------------- | -------- | -------------------------- | ------------------ | ------- |
| 2025  | Idao de Tillard    | France     | Sévérino          | Clément Duvaldestin   | Thierry Duvaldestin | 2 100 m  | Go on Boy                  | Justin Bold        | 1'09"8  |
| 2024  | Gu d'Héripré       | France     | Coktail Jet       | François Lagadeuc     | Fabrice Souloy      | 2 100 m  | Émeraude de Bais           | Ampia Mede SM      | 1'10"   |
| 2023  | Délia du Pommereux | France     | Niky              | Pierre-Yves Verva     | Sylvain Roger       | 2 100 m  | Flamme du Goutier          | Ampia Mede SM      | 1'09"6  |
| 2022  | Cokstile           | États-Unis | Quite Easy U.S.   | Gabriele Gelormini    | Erik Bondo          | 2 100 m  | Vivid Wise As              | Billie de Montfort | 1'10"9  |
| 2021  | Face Time Bourbon  | France     | Ready Cash        | Björn Goop            | Sébastien Guarato   | 2 100 m  | Vivid Wise As              | Délia du Pommereux | 1'10"4  |
| 2020  | Billie de Montfort | France     | Jasmin de Flore   | Gabriele Gelormini    | Sébastien Guarato   | 2 100 m  | Bahia Quesnot              | Vivid Wise As      | 1'10"6  |
| 2019  | Bold Eagle         | France     | Ready Cash        | Franck Nivard         | Sébastien Guarato   | 2 100 m  | Readly Express             | Uza Josselyn       | 1'11"8  |
| 2018  | Bold Eagle         | France     | Ready Cash        | Franck Nivard         | Sébastien Guarato   | 2 100 m  | Briac Dark                 | Billie de Montfort | 1'10''6 |
| 2017  | Bold Eagle         | France     | Ready Cash        | Franck Nivard         | Sébastien Guarato   | 2 100 m  | Timoko                     | Booster Winner     | 1'12"1  |
| 2016  | Timoko             | France     | Imoko             | Björn Goop            | Richard Westerink   | 2 100 m  | Amiral Sacha               | Univers de Pan     | 1'11"7  |
| 2015  | Solvato            | États-Unis | Donato Hanover    | Örjan Kihlström       | Veijo Heiskanen     | 2 100 m  | Up and Quick Tiégo d'Étang |                    | 1'12"4  |
| 2014  | Texas Charm        | France     | Cygnus d'Odyssée  | Julien Dubois         | Philippe Moulin     | 2 100 m  | Triode de Fellière         | Ready Cash         | 1'10"   |
| 2013  | Ready Cash         | France     | Indy de Vive      | Franck Nivard         | Thierry Duvaldestin | 2 100 m  | Royal Dream                | Timoko             | 1'10"8  |
| 2012  | Ready Cash         | France     | Indy de Vive      | Franck Nivard         | Thierry Duvaldestin | 2 100 m  | Main Wise As               | Private Love       | 1'10"6  |
| 2011  | Ready Cash         | France     | Indy de Vive      | Pierre Vercruysse     | Thierry Duvaldestin | 2 100 m  | Olga du Biwetz             | Oyonnax            | 1'11"5  |
| 2010  | Olga du Biwetz     | France     | Cézio Josselyn    | Jean-Michel Bazire    | Fabrice Souloy      | 2 100 m  | Meaulnes du Corta          | Première Steed     | 1'12"6  |
| 2009  | Meaulnes du Corta  | France     | Voici du Niel     | Pierre Levesque       | Pierre Levesque     | 2 100 m  | Offshore Dream             | Olga du Biwetz     | 1'11"4  |
| 2008  | Meaulnes du Corta  | France     | Voici du Niel     | Pierre Levesque       | Pierre Levesque     | 2 100 m  | Kool du Caux               | Exploit Caf        | 1'12"7  |
| 2007  | Kesaco Phedo       | France     | Caballio in Blue  | Michel Lenoir         | Jean-Michel Bazire  | 2 100 m  | Laura d'Amour              | Kool du Caux       | 1'10"8  |
| 2006  | Kazire de Guez     | France     | Udo de Touraine   | Stéphane Delasalle    | Jean-Michel Bazire  | 2 100 m  | Joyau d'Amour              | Gigant Neo         | 1'12"8  |
| 2005  | Jag de Bellouet    | France     | Viking's Way      | Christophe Gallier    | Christophe Gallier  | 2 100 m  | Jaminska                   | Civil Action       | 1'11"7  |
| 2004  | Kesaco Phedo       | France     | Caballio in Blue  | Jean-Michel Bazire    | Jean-Michel Bazire  | 2 100 m  | Ilster d'Espiens           | Holographie        | 1'11"9  |
| 2003  | Insert Gédé        | France     | Jet du Vivier     | Yves Dreux            | Jean-Luc Bigeon     | 2 100 m  | Général du Pommeau         | Ilster d'Espiens   | 1'12"2  |
| 2002  | Insert Gédé        | France     | Jet du Vivier     | Yves Dreux            | Jean-Luc Bigeon     | 2 100 m  | Général du Pommeau         | Fan Idole          | 1'12"2  |
| 2001  | First de Retz      | France     | Podosis           | Pierre Levesque       | Philippe Allaire    | 2 100 m  | Hermès de Péricard         | Fan Idole          | 1'13"9  |
| 2000  | Giant Cat          | France     | Quito de Talonay  | Nicolas Roussel       | Nicolas Roussel     | 2 100 m  | Draga                      | Remington Crown    | 1'13"1  |
| 1999  | Moni Maker         | États-Unis | Speedy Crown      | Jean-Michel Bazire    | Jimmy Takter        | 2 175 m  | Capitole                   | Défi d'Aunou       | 1'12"5  |
| 1998  | Défi d'Aunou       | France     | Armbro Goal       | Jean-Étienne Dubois   | Jean-Étienne Dubois | 2 175 m  | Écho                       | Capitole           | 1'13"   |
| 1997  | Abo Volo           | France     | Lurabo            | Jos Verbeeck          | Paul Viel           | 2 175 m  | Coktail Jet                | Mr Spender         | 1'15"3  |
| 1996  | Bonheur de Tillard | France     | Podosis           | Jean-Claude Hallais   | Jean-Claude Hallais | 2 175 m  | Arnaqueur                  | Coktail Jet        | 1'16"3  |
| 1995  | Vourasie           | France     | Fakir du Vivier   | Bernard Oger          | Léopold Verroken    | 2 175 m  | Bonheur de Tillard         | Bahama             | 1'13"6  |
| 1994  | Vourasie           | France     | Fakir du Vivier   | Bernard Oger          | Léopold Verroken    | 2 175 m  | Arnaqueur                  | Uno Atout          | 1'14"9  |
| 1993  | Uka des Champs     | France     | Jet de Prapin     | Thierry Leveau        | Thierry Leveau      | 2 275 m  | Vallée du Loir             | Vrai Lutin         | 1'15"1  |
| 1992  | Ursulo de Crouay   | France     | Mivus             | Joël Hallais          | Joël Hallais        | 2 300 m  | Rêve d'Udon                | Réussite de Rozoy  | 1'14"3  |
| 1991  | Réussite de Rozoy  | France     | Chambon P         | Roger Baudron         | Roger Baudron       | 2 100 m  | Rêve d'Udon                | Shalom             | 1'14"8  |
| 1990  | Rêve d'Udon        | France     | Éjakval           | Yves Dreux            | Bernard Desmontils  | 2 100 m  | Pussy Cat                  | Sébrazac           | 1'16"3  |
| 1989  | Ourasi             | France     | Greyhound         | Jean-René Gougeon     | Jean-René Gougeon   | 2 300 m  | Poroto                     | Rêve d'Udon        | 1'15"7  |
| 1988  | Ourasi             | France     | Greyhound         | Jean-René Gougeon     | Jean-René Gougeon   | 2 300 m  | Quartz                     | Mon Tourbillon     | 1'16"   |
| 1987  | Ourasi             | France     | Greyhound         | Jean-René Gougeon     | Jean-René Gougeon   | 2 100 m  | Minou du Donjon            | Ogorek             | 1'15"1  |
| 1986  | Noble Atout        | France     | Ura               | Jan Kruithof          | Jan Kruithof        | 2 100 m  | Néric Barbés               | Major de Brion     | 1'16"   |
| 1985  | Khali de Vrie      | France     | Quirinus III      | Roger Baudron         | Roger Baudron       | 2 300 m  | Landoas                    | Minou du Donjon    | 1'16"3  |
| 1984  | Lurabo             | France     | Ura               | Michel-M. Gougeon     | Jean-Lou Peupion    | 2 250 m  | Larabello                  | Mon Tourbillon     | 1'15"9  |
| 1983  | Khali de Vrie      | France     | Quirinus III      | Roger Baudron         | Roger Baudron       | 2 250 m  | Katinka                    | Lutin d'Isigny     | 1'16"2  |
| 1982  | Kisin              | France     | Vallenay          | Léopold Verroken      | Léopold Verroken    | 2 250 m  | Jézabel d'Ouches           | Istraéki           | 1'17"1  |
| 1981  | Ianthin            | France     | Vésuve T          | Paul Delanoé          | Paul Delanoé        | 2 250 m  | Istraéki                   | Ino Ludois         | 1'18"   |
| 1980  | Hillion Brillouard | France     | Raskolnikov Z     | Pierre Allaire        | Charles Rivière     | 2 250 m  | Hadol du Vivier            | Gadamès            | 1'17"3  |
| 1979  | Fadet              | France     | Nouvel Atout II   | Jean-Claude Hallais   | Jean-Claude Hallais | 2 250 m  | Gamélia                    | Fakir du Vivier    | 1'16"6  |
| 1978  | Hadol du Vivier    | France     | Mitsouko          | Jean-René Gougeon     | Gérard Mascle       | 2 250 m  | Fakir du Vivier            | Grandpré           | 1'16"8  |
| 1977  | Dauga              | France     | Nicias Grandchamp | Michel-Marcel Gougeon |                     | 2 250 m  | Éléazar                    | Fakir du Vivier    | 1'19"4  |
| 1976  | Clissa             | France     | Quioco            | Michel-Marcel Gougeon | D. de Bellaigue     | 2 250 m  | Dimitria                   | Bellino II         | 1'17"4  |
| 1975  | Casdar             | France     | Mitsouko          | Jean-Claude Hallais   |                     | 2 250 m  | Catharina                  | Axius              | 1'17"7  |
| 1974  | Axius              | France     | Le Postillon      | Gérard Mascle         |                     | 2 250 m  | Une de Mai                 | Catharina          | 1'18"4  |
| 1973  | Buffet II          | France     | Nonant le Pin     | Louis Hanse           |                     | 2 250 m  | Tony M                     | Une de Mai         | 1'18"8  |
| 1972  | Une de Mai         | France     | Kerjacques        | Jean-René Gougeon     |                     | 2 250 m  | Vismie                     | Tidalium Pelo      | 1'16"4  |
| 1971  | Vanina B           | France     | Carioca II        | Jean Riaud            |                     | 2 250 m  | Une de Mai                 | Tony M             | 1'18"2  |
| 1970  | Upsalin            | France     | Écusson           | Louis Sauvé           |                     | 2 250 m  | Toscan                     | Tony M             | 1'18"7  |
| 1969  | Tidalium Pelo      | France     | Jidalium          | Jean Mary             |                     | 2 250 m  | Train Bloc                 | Tony M             | 1'19"2  |
| 1968  | Quérido II         | France     | Fandango          | Roger Baudron         |                     | 2 250 m  | Quarina                    | Seigneur           | 1'24"   |
| 1967  | Roquépine          | France     | Atus II           | Henri Levesque        |                     | 2 250 m  | Rex Grandchamp             | Quérido II         | 1'18"4  |
| 1966  | Petit Amoy F       | France     | Feu Follet X      | Maurice Riaud         |                     | 2 250 m  | Roquépine                  | Quéronville LB     | 1'19"2  |
| 1965  | Oscar RL           | France     | Dubonnet          | Henri Levesque        |                     | 2 250 m  | Ozo                        | Parguerrière D     | 1'19"4  |
| 1964  | Nisos H            | France     | Tigre Royal       | Roman Krüger          |                     | 2 250 m  | Pluvier III                | Objection          | 1'18"4  |
| 1963  | Ofanto             | France     | Quiproquo II      | Hanse Sasse           | Charley Mills       | 2 250 m  | Narold M                   | Loustic T II       | 1'18"   |
| 1962  | Le Roi d'Atout D   | France     | Échec au Roi      | Dreux                 |                     | 2 250 m  | La Charmeuse               | Litz               | 1'19"9  |
| 1961  | Jocrisse           | France     | Volontaire        | Charley Mills         |                     | 2 250 m  | Le Roi d'Atout D           | Jamin              | 1'20"6  |
| 1960  | Jariolain          | Italie     | Carioca II        | O. Zamboni            |                     | 2 250 m  | Iskander F                 | Infante II         | 1'22"9  |
| 1959  | Jamin              | France     | Abner             | Jean Riaud            |                     | 2 250 m  | Icare IV                   | Hairos II          | 1'18"4  |
| 1958  | Infante II         | France     | Hernani III       | Bernard Simonard      |                     | 2 250 m  | Gélinotte                  | Icare IV           | 1'20"2  |

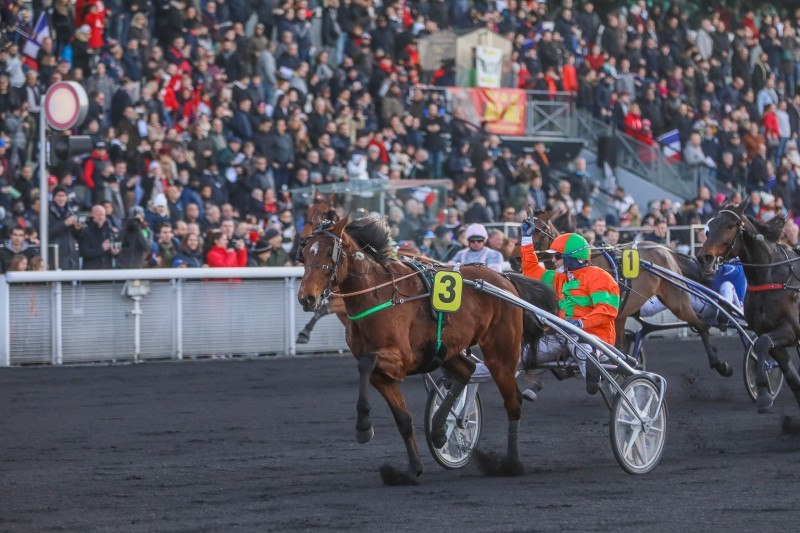
Billie de Montfort et Gabriele Gelormini, vainqueurs de l'édition 2020.